# Titolo (editoria)

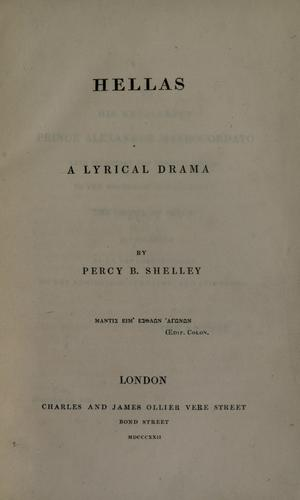
Frontespizio della prima edizione di un'opera di Percy B. Shelley: Hellas è il titolo, A Lyrical Drama è il sottotitolo

Il titolo di un libro, o di qualsiasi altro testo o opera d'arte pubblicata, è il nome dell'opera che viene solitamente scelto dall'autore. Un titolo può essere utilizzato per identificare l'opera, per collocarla nel contesto, per trasmettere una sintesi minima del suo contenuto e per incuriosire il lettore.
Alcune opere integrano il titolo con un sottotitolo il quale viene definito dalla norma ISO 5127:2017 — ove si presenta il vocabolario generale per il campo della documentazione — come «aggiunta al titolo che fornisce ulteriori spiegazioni, specialmente quando il significato del titolo stesso è ambiguo». Nella citazione bibliografica risulta opportuno indicare anche il sottotitolo, per quanto sia esteso. Nella catalogazione bibliotecaria, un titolo uniforme viene assegnato a un'opera che ha avuto più edizioni o traduzioni e il cui titolo è diverso da un'edizione all'altra.
In un libro il titolo si trova sul frontespizio e si deve citare bibliograficamente nella formulazione linguistica in cui appare sul frontespizio; nel libro moderno è solitamente indicato anche sulla copertina e sul dorso della stessa, nonché sulla sovraccoperta, ma molte volte il titolo completo, incluso l'eventuale sottotitolo, compare solo sul frontespizio.
Durante la lavorazione, un'opera può essere indicata con un titolo provvisorio.
I testi privi di titolo possono essere identificati col loro incipit. 
Un testo legislativo può avere sia un titolo breve che un titolo lungo. 
Nell'industria musicale i titoli degli album sono spesso scelti attraverso un processo partecipativo che include dirigenti discografici.

## Storia
L'usanza di dare un titolo (in latino, titulus o inscriptio) a un libro o a un'opera letteraria nasce con il commercio librario e deriva dall'esigenza pratica di conoscere il contenuto di un rotolo di papiro, apponendovi esternamente una targhetta, senza bisogno di svolgerlo.
Ma è con l'avvento della stampa che la titolazione diventa una prassi editoriale, soprattutto a partire dal XVI secolo nel frontespizio.

## Convenzioni bibliografiche
La maggior parte delle norme bibliografiche, come la ISO 690 o l'APA style, prevedono l'uso del corsivo per la trascrizione dei titoli nelle citazioni.